# كارلوس ألبرتو تريجو
كارلوس ألبرتو تريجو (بالإسبانية: Carlos Alberto Trejo)‏ (20 مارس 1983 بمدينة مكسيكو في المكسيك - ) هو لاعب كرة قدم مكسيكي في مركز حراسة المرمى. لعب مع نادي تشياباس ونادي سان لويس ونادي نيكاكسا وVenados F.C. ‏.

## وصلات خارجية
- كارلوس ألبرتو تريجو على موقع قاعدة بيانات كرة القدم.إي يو (الإنجليزية)
- كارلوس ألبرتو تريجو على موقع AS.com (الإسبانية)